# Bob Maesen
Bob Maesen (Neerpelt (België), 24 mei 1976) is een Belgisch voormalig kajakker. 

## Levensloop
Maesen won samen met Wouter D'Haene op de K2 1000 meter een zilveren medaille tijdens de wereldkampioenschappen kajakken van 2003 te Gainesville. Hij heeft tevens deelgenomen aan drie Olympische Spelen, waarbij hij vijfde werd in Athene in 2004. In april 2012 maakte Maesen bekend te stoppen met kajakken na het missen voor een ticket voor de Olympische Spelen in Londen.
In 1998 is hij als industrieel ingenieur elektromechanica afgestudeerd te Diepenbeek waar Maesen de volgende drie jaren als lector-gastprofessor les gaf aan toekomstige masters en bachelors. Na zijn actieve sportcarrière ging hij aan de slag bij het BOIC. Eerst als nationaal coach en later als 'high performance manager'.

## Palmares

### K1
- 2000: 5e halve finale Olympische Spelen Sydney - 1000m
- 2002: 9e wereldkampioenschappen Sevilla - 1000m
- 2002: 4e Europese kampioenschappen Szeged - 500m
- 2007: 9e Europese kampioenschappen Pontevedra - 1000m

### K2
- 2003:  wereldkampioenschappen Gainesville - 1000m
- 2004: 5e Olympische Spelen Athene - 1000m
- 2005: 4e wereldkampioenschappen Zagreb - 1000m
- 2006: 9e wereldkampioenschappen Szeged - 1000m
- 2007: 5e wereldkampioenschappen Duisburg - 1000m
- 2010: 10e wereldkampioenschappen Poznan -1000m

### andere resultaten
- 2004: 5de plaats Olympische Spelen Athene in k2 1000m
- 2005: 4de plaats wereldkampioenschappen Zagreb in k2 1000m
- 2007: 5de plaats wereldkampioenschappen Duisburg in k2 1000m
- 2002: 9de plaats wereldkampioenschappen Sevilla in k1 1000m
- 2006: 9de plaats wereldkampioenschappen Szeged in k2 1000m
- 2002: 4de plaats Europese kampioenschappen Szeged in k1 1000m
- 2007: 9de plaats Europese kampioenschappen Pontevedra in k1 1000m
- 2002: 9de plaats Europese kampioenschappen Szeged in k1 500m
- 2000: 5de plaats halve finale Olympische spelen Sydney in k1 1000m
- verscheidene medailles op world cups